# 湘南電気鉄道デ1形電車

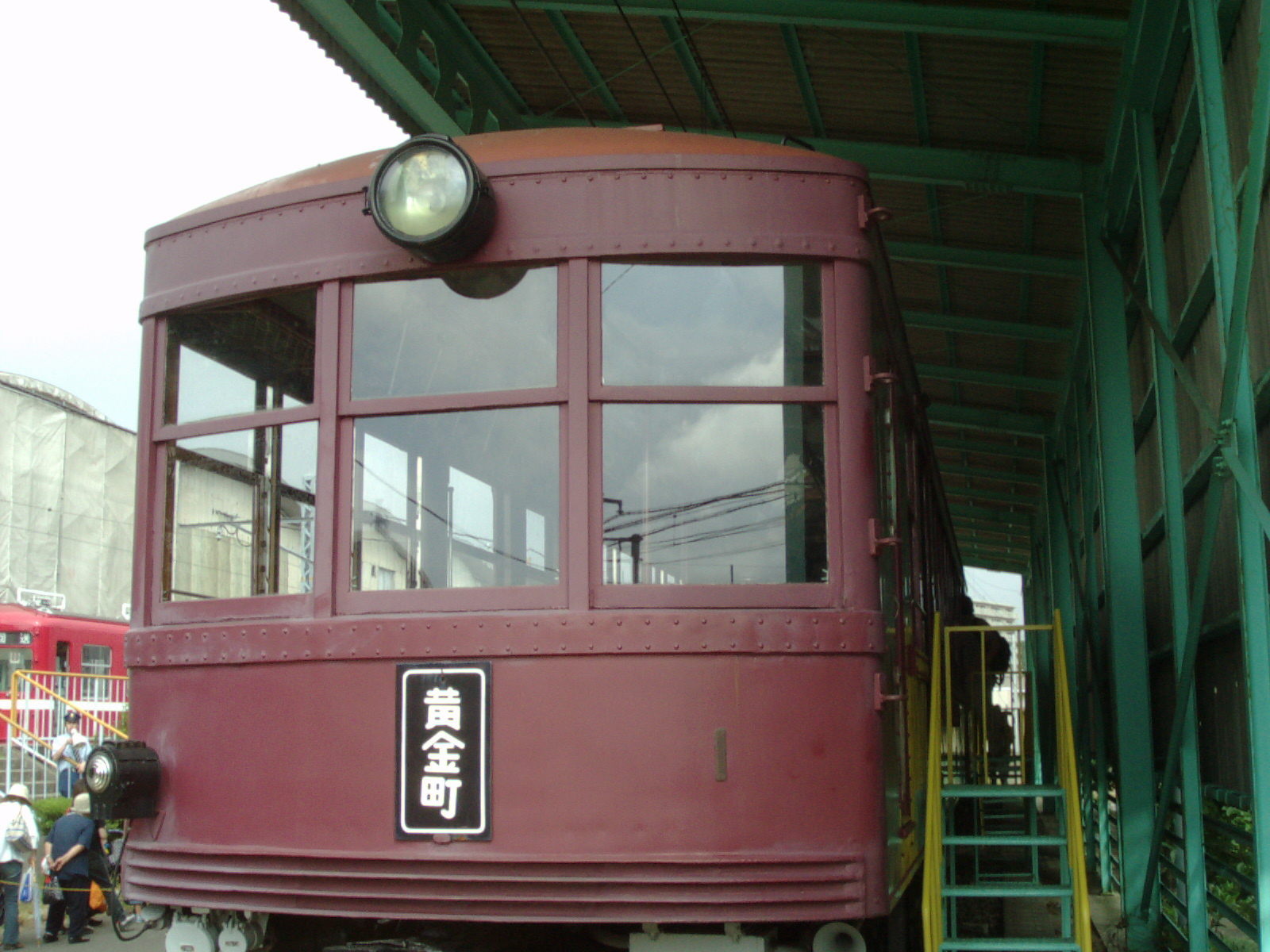
湘南電鉄デ1形復元保存車
久里浜工場（→京急ファインテック久里浜事業所）構内にて京浜電鉄デ51と共に保存されている。記号番号はデ1となっているが、本来は湘南電鉄デ18（京急デハ248）であった車両である。

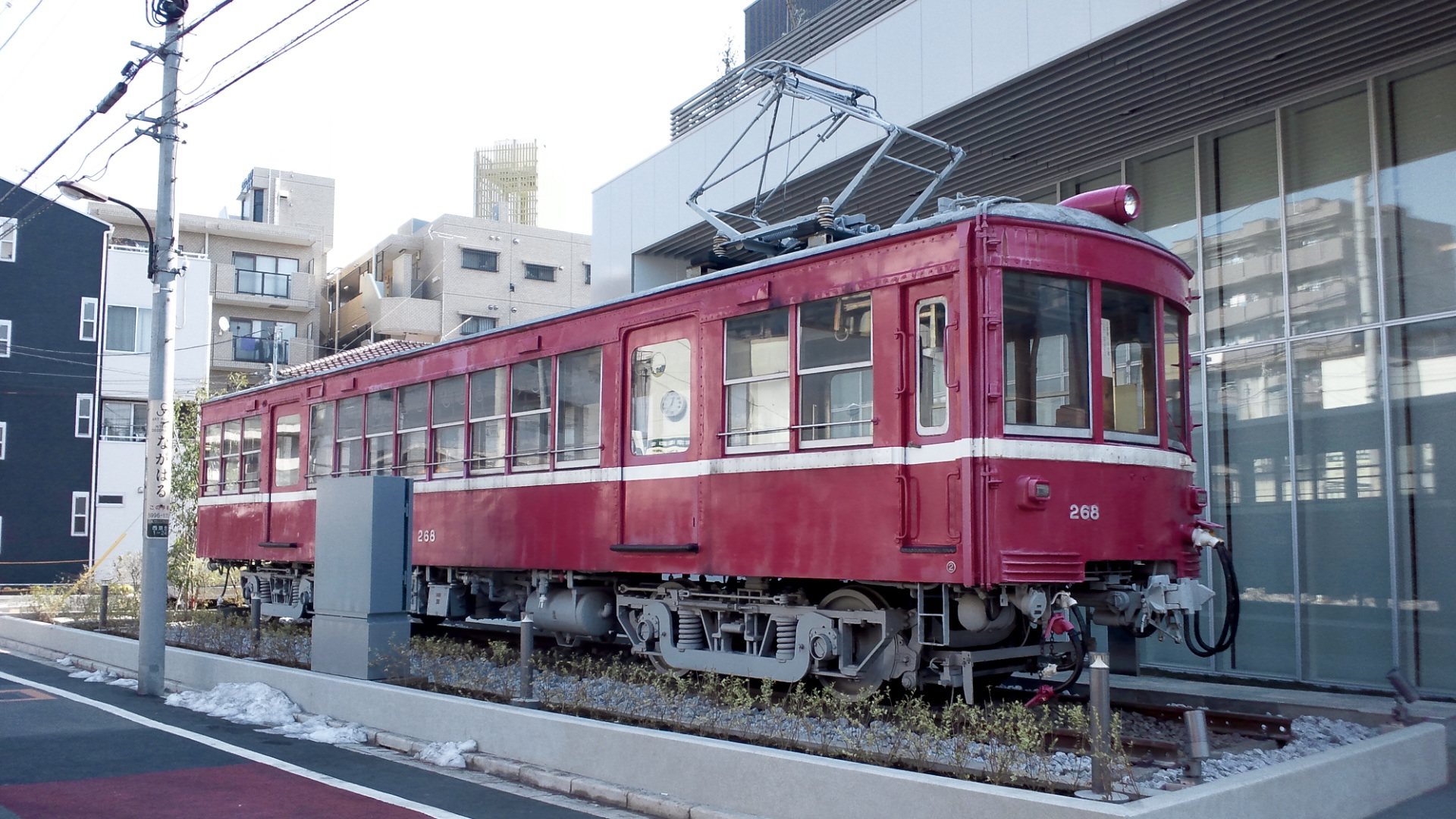
京急デハ268（京浜電鉄デ83形デ83）
ホビーセンターカトー東京で保存されている。台枠構造が変更された後の新造車であるため、連結器と車体下部の欠き取り部の間の隙間が下のデハ236より大きい。

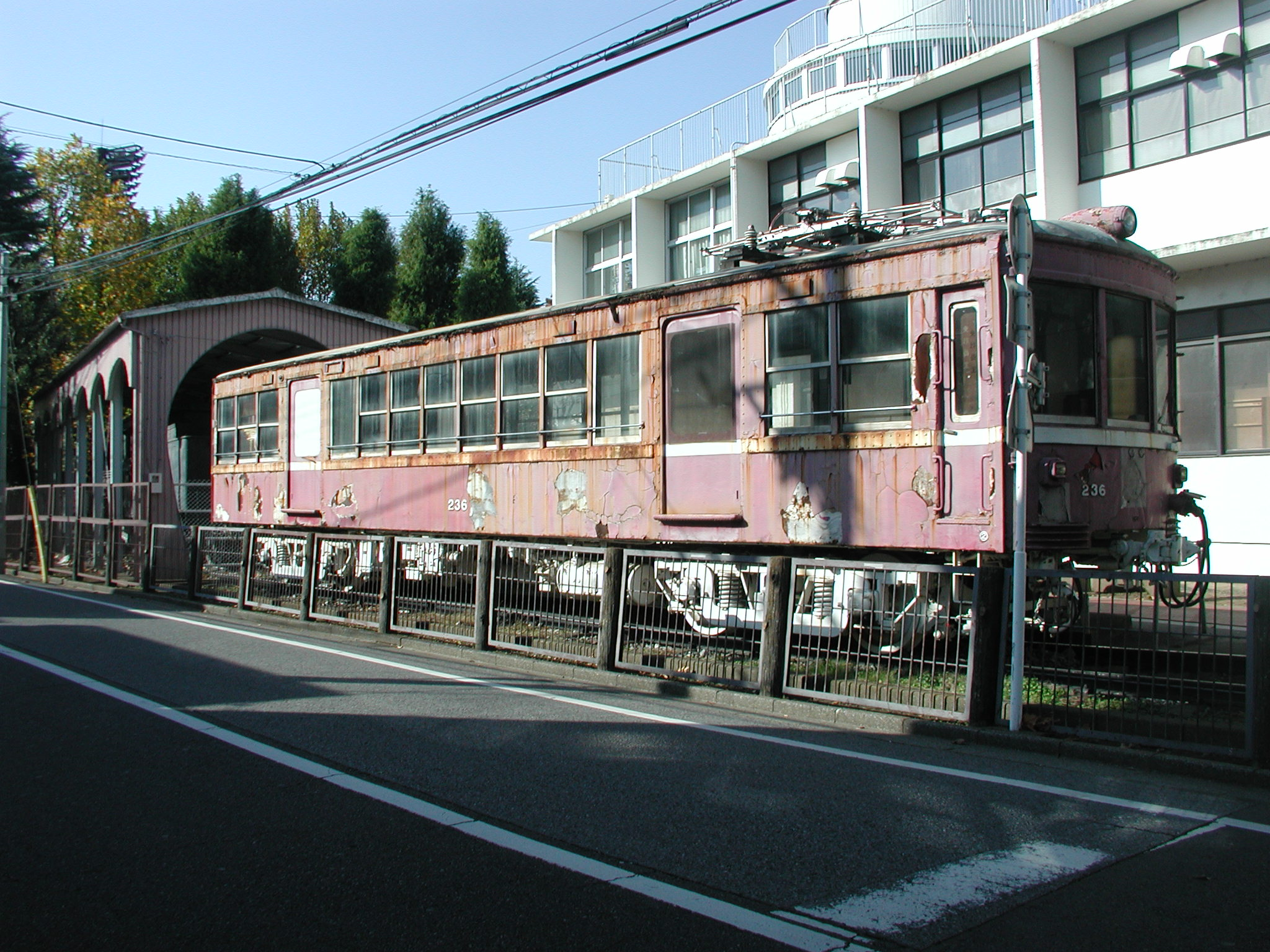
京急デハ236（湘南電鉄デ1形デ6）
デ1形が出自のため床面高さが低く、連結器の取り付け位置が上掲のデハ268と比較して車体に近くなっている。埼玉県川口市の青木町公園で保存された後、管理がまったく行われなくなり荒廃が進行していた（2014年11月）

湘南電気鉄道デ1形電車（しょうなんでんきてつどうデ1がたでんしゃ）は、京浜急行電鉄の前身のひとつである湘南電気鉄道が導入し、のちに大東急時代の東京急行電鉄を経て京浜急行電鉄に在籍した電車である。本項ではのちにこのデ1形と共に京浜急行電鉄デハ230形電車に統合された湘南電気鉄道デ26形電車、京浜電気鉄道デ71形電車・デ83形電車・デ101形電車、および京浜急行電鉄時代に追加新造されたデハ290形についてもあわせて記述する。

## 概要
京浜電気鉄道（後の京浜急行電鉄）の子会社である湘南電気鉄道線の新規開業に備えて製造されたデ1形に始まり、第二次世界大戦期までに湘南・京浜の両社で同系車が合わせて55両製造された。製造当時の最新技術を投じて設計され、路面電車スタイルを脱しきれていなかった昭和初期の京浜電鉄のイメージを一新させた軽量高速電車であり、戦前関東私鉄の一時代を築いた名車と評されている。
陸上交通事業調整法による戦時統制下の「大東急」への合併に伴い、デハ5230形およびデハ5170形に整理統合され、戦災復旧を経て戦後京浜急行電鉄の分離独立時に、それぞれデハ230形およびクハ350形へ改番・改造された。その後、運用上の必要からクハ350形を電装したデハ290形の増備車として電動貨車改造名義で2両が新造されている。このためグループの総数は57両となる。
本形式と第二次世界大戦前におけるその同系車各形式の概要は以下の通り。

### 湘南電気鉄道デ1形
1929年（昭和4年）に湘南電気鉄道の開業に伴う完全新規設計の新造車として神戸の川崎車両兵庫工場で1 - 25の計25両が製造された。最終的に京浜急行電鉄デハ230形に統合された各形式の設計上の基本となった車両であり、当初は扉間中央部に固定式クロスシートが並ぶセミクロスシート車であった。京浜電鉄への乗り入れを考慮して直流600 V/1,500 Vの複電圧仕様として各種機器が設計されている。なお、このグループは、同時製作の電動貨車を含め、台車の軸受にローラーベアリングを全面採用している。新造の時点では東京地下鉄道との直通運転が計画されており、台車には第三軌条用のコレクターシュー（集電靴）の取り付け準備も行われていた。

### 京浜電気鉄道デ71形
1932年（昭和7年）、翌年に控えた京浜・湘南相互乗り入れによる浦賀 - 品川直通に合わせて汽車製造会社東京支店で71 - 82の計11両が製造された、複電圧仕様の2扉セミクロスシート両運転台車。京浜初の鉄道線規格車両である。この車両から京浜電鉄は菱枠パンタグラフを採用した。後述するように、鉄道省の理解が得られず台枠構造が変更されたため、レール面から車体裾までの高さが湘南デ1形より25 mm高くなった。このデ71形は京浜電鉄横浜以東の軌間が1,435 mmに改軌される前に製造され、改軌以前は京浜電鉄横浜 - 日ノ出町間および湘南電鉄日ノ出町 - 黄金町間の京浜電鉄・湘南電鉄連絡線ならびに湘南電鉄日ノ出町以南で使用された。

### 京浜電気鉄道デ83形
1936年（昭和11年）にデ71形の増備車として汽車製造会社東京支店で83 - 94の計11両が製造された。戦時体制への移行による乗客増に伴い、混雑対策として本形式以降全車がロングシート車として製造された。外寸および主要機器の基本設計はデ71形のそれを踏襲するが、室内灯が2灯増設された他、前後の妻面幕板中央に通風器が設けられたためデ71形までではここに取り付けられていた前照灯が屋根の両車端部中央に移設された。

### 湘南電気鉄道デ26形
1939年にデ1形の増備車として26 - 31の計6両が汽車製造会社東京支店で製造された。京浜デ83形に準じ、2扉ロングシートに変更されている。外寸も京浜デ83形に準ずるが、溶接工法を取り入れウィンドウ・シルのリベットが無くなった。また、屋根上の前照灯後部に流線型のケーシングが取り付けられ、屋根に半埋め込み式の造形となっている点でも異なる。

### 京浜電気鉄道デ101形
1940年に101 - 108の計8両が汽車製造会社東京支店で製造された。京浜電鉄線内でのみ使用するために設計された3扉ロングシート車である。外寸はデ83形に準じ、東京地下鉄道1000形電車と近似の窓配置・扉配置となったほか、溶接組み立ての使用範囲が拡大され車体からリベットが無くなった。ただし制御装置は従来車が弱め界磁付き自動加速制御器を搭載していたのに対し、本車は京浜の在来車との混用の都合や部品調達難から、旧来のHL式制御器＋SMEブレーキ搭載、かつ、600 V単電圧仕様にグレードダウンしたほか、主電動機の定格出力も低下するなど、戦争の影響によると思われるいくつかの仕様変更が実施されている。

## 車体
車体長16m・車幅2.5m、窓配置d2D(1)6(1)D3（d：乗務員扉、D：客用扉、(1)戸袋窓。湘南デ1、湘南デ26、京浜デ71、京浜デ83の各形）あるいはd1D(1)2(1)D3(1)D2（京浜デ101形）の半鋼製車体を備える。この車体規格は京浜デ101形以外の各形式で客用扉が片側面に2カ所ずつしか設置されていないことを別にすると、設計当時の東京地下鉄道・東京高速鉄道（→帝都高速度交通営団→東京地下鉄銀座線）の車両規格と卑近である。当時京浜電気鉄道の子会社に京浜地下鉄道という会社が存在し、品川より地下線を開削し都心乗り入れを画策していたことの名残である。車体規格と車両の保安装置・サードレール集電靴設置の条件さえ満たせば、軌間が1,435mmと同様なので乗り入れが可能であった。
車体設計上、特筆すべきは初号形式である湘南電鉄デ1形の台枠設計である。
同形式は台枠の左右側梁に厚さ180mmのコの字断面形鋼材を使用し、150mm厚の形鋼による横梁で連結、本来は車体荷重の大半を受け持つべき中梁も150mm厚形鋼材で済ませ、しかも横梁で分断された区画ごとにガゼットプレートでつなぎ合わせる、つまり車体の前後端を貫く主桁としての中梁を持たせず、側梁と横梁による梯子状構造物全体で荷重を合理的かつ適切に分担する新しい構造設計を採用している。これは軽量化を企図した、当時としては非常に斬新かつ先進的な構想に基づく設計で、これにより実測車体重量11tという驚異的な軽量化を実現した。しかしこの構造は監督官庁である鉄道省の担当官の理解が得られず、デ1形については開業までのスケジュールの関係で製作を急がねばならず設計認可申請の時点で既に実車が完成済みであったことなどから特認を得られたが、以後の増備車でこの構造を採用しないことが認可の付帯条件とされた。
このような経緯もあって、デ1形については運用開始後約10年経過時に鉄道省による監査で台枠について徹底的かつ精密な実測が行われたが、この際に台枠の変形や垂下がほとんど起きておらず、また1978年の廃車時の調査でも台枠の歪みがほとんど無かったことから、川崎車輛技術陣の設計が適切であったことが確認されている。なお、第二次世界大戦後はこの台枠設計手法が車両軽量化の有効な一手段として準張殻構造車体の一般化までに造られた国鉄車両や私鉄車両に積極的に採用され、デ1形製作時にメーカーである川崎車輌の岡村馨技師長が専門誌に発表した一文に記されていた「この湘南電車はおそらく将来軽い車輛の基準になるかと思う」という見解が鉄道省担当官の「妥当ナラザル」という決めつけに反して広く現実のものとなった。
もっとも、続く京浜電鉄デ71形以降の台枠ではデ1形の設計特認の付帯条件に従い180mm厚形鋼材による中梁を連結面間に通す、デ1形のそれと比して一歩後退した設計に変更されている。
運転台は半室式の両運転台で、車掌台側端部は妻窓直前まで座席が設置されている。座席は湘南電鉄デ1と京浜電鉄デ71形が遊覧客を考慮し扉間中央部に16名分の固定式クロスシートを備えたセミクロスシート、それ以外はロングシートである。
側窓は高さ1,052 mm・幅760 mm、と当時としては極めて大型の、上段上昇・下段上昇式の2段窓が使用されている。妻面は丸妻三枚窓である。この窓寸法はデ1形設計時に経済的な定尺鋼板を極力カットせずに腰板に使用することから逆算で定められたものである。また、当初は大きな窓枠の支持・固定に「レニテント・ポスト（renitent post）」と称する極めて特殊かつ複雑な防音・防水機構を内蔵した窓柱を採用しているが、これは戦後の更新時に喪われた。
つり革は京浜電鉄デ51形で採用された跳ね上げ式のものを踏襲採用した。ただし、軽量化を狙って広告吊・吊革受・網棚受・座席脚といった他の室内金具と共に軽合金製とされていたのが特徴である。
なお、本形式およびその派生形式各種は、京浜電鉄本線の品川 - 北品川間に併用軌道区間が存在していた時代に竣工・就役しているが、いずれも排障器や救助網などを装備していない。

## 主要機器

### 主電動機
各形式の主電動機は以下の通り。いずれも直巻電動機で、吊り掛け式の駆動装置と組み合わせて使用される。
- 東洋電機製造TDK-553-A
端子電圧750 V時1時間定格出力93.25 kW≒125馬力（英馬力）、定格電流142 A、定格回転数950 rpm、最弱め界磁率64パーセント。
湘南電鉄デ1に搭載。この電動機は磁気回路の軽量化を目的として高回転仕様として設計され、軸受にSKF社製コロ軸受を採用している。この電動機と前述の軽量車体により、起動加速度は3.2 km/h/sを実現する。
この電動機は吊り掛け式駆動装置に対応する機種としては軽量かつ出力特性が良好で、戦後も絶縁強化などで出力を引き上げて110 kW級としたモデル（TDK-553-EM）[注釈 11]が420形に採用され、以後、出力増強時に三菱電機MB-389BFR[注釈 12]に換装された一部形式を除く、戦後になって京浜急行電鉄が新造した吊り掛け式駆動装置を備える電動車全形式に、本形式の派生モデルが採用されている。
- 三菱電機MB-115AF
端子電圧750V時1時間定格出力93.3kW、定格回転数900rpm。
京浜電鉄デ71・デ83形・湘南電鉄デ26形に搭載。出力はTDK-553-Aと同等であるが、定格回転数が若干低い。
- 三菱電機MB-177-A
端子電圧600V時1時間定格出力59.68kW。
京浜電鉄デ101形に搭載。

なお、これらはそれぞれ定格回転数が異なるため、湘南電鉄デ1形は58:29（2.9）、京浜電鉄デ71・デ83形・湘南電鉄デ26形は57:20（2.85）、デ101形は69.22（3.14）と歯数比を違えてある。

### 主制御器
主制御器は湘南電鉄デ1形には東洋電機製造製ES-508A、京浜電鉄デ71形・デ83形・湘南電鉄デ26形にはES-510Aを搭載する。いずれも自動進段機構を備えた電動カム軸式で、限流遮断器と電圧転換器による複電圧装置、高速運転に対応すべく界磁接触器による弱め界磁機能を備え、制御シーケンスはこれら2グループで共通である。
なお、これらの装備した複電圧装置は電圧境界となる地点に設置された無電圧区間の惰行運転中に運転台からのスイッチ操作で機能する構造となっており、異電圧区間進入時の事故防止のために保護装置を備えていた。これは1926年に京成電気軌道が成田線開業の際に新造した複電圧車に採用した東洋電機製造製の装置を踏襲・改良したものであった。
これに対し、京浜電鉄デ101形は京浜電鉄の600V区間専用とされ、在来車であるデ51形などに搭載されていたウェスティングハウス・エレクトリック社製HL単位スイッチ式非自動加速制御器のライセンス生産品である三菱電機HL制御器を搭載する。

### 台車

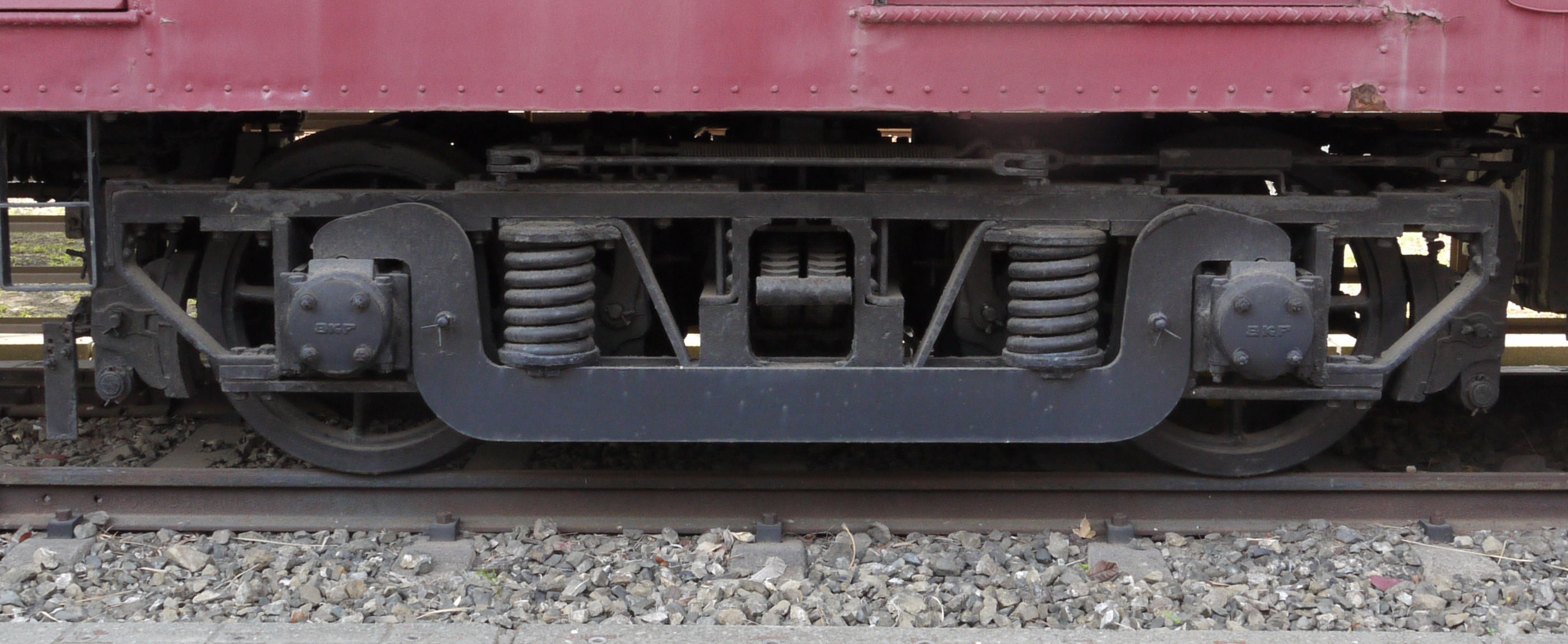
MCB-R台車
保存車両のもの

台車は湘南電鉄デ1形が汽車製造MCB-R、京浜電鉄デ71形以降が汽車製造2HEと呼ばれるボールドウィン78-25A形を模倣したビルドアップ・イコライザー（組立釣合梁）式台車を装着する。2HEはMCB-Rの軸受を球面コロ軸受から通常の平軸受に変更したものである。
車輪は軽量化を目的として、910mmが一般的であった時代としては異例の840mm径のものを採用する。

### ブレーキ
ブレーキは湘南デ1形が東京地下鉄道1000形などに採用されていたのと共通のウェスティングハウス・エアーブレーキ社(WABCO)製AMM自動空気ブレーキ（Mブレーキ：元空気溜管式）を、京浜電鉄デ71・デ83形・湘南電鉄デ26形がMブレーキの正規ライセンス生産品である日本エヤーブレーキ社製Mブレーキを、京浜電鉄デ101形がMブレーキよりも簡素な構造のSME非常弁付き直通ブレーキを、それぞれ搭載する。

### 集電装置
集電装置として、湘南電鉄デ1・デ26・京浜電鉄デ71・83の各形式は東洋電機製造C2菱枠パンタグラフを各車の浦賀寄りに1基ずつ搭載する。
これは設計当時の私鉄電車用パンタグラフの事実上の標準形式となっていた機種である。
なお、湘南電鉄デ1形については品川寄りにもパンタグラフを追加搭載可能となっていたが、一度も搭載されずに終わっている。また、東京地下鉄道との乗り入れを実施するにはこの機種では折り畳み高さが約450mmで過大とされたことから、折り畳み高さが250mmのパンタグラフを試作・試用して乗り入れに備えたが乗り入れ計画そのものが中止となったため、そのまま東洋電機製造C2が継続使用されることとなった。

### 連結器

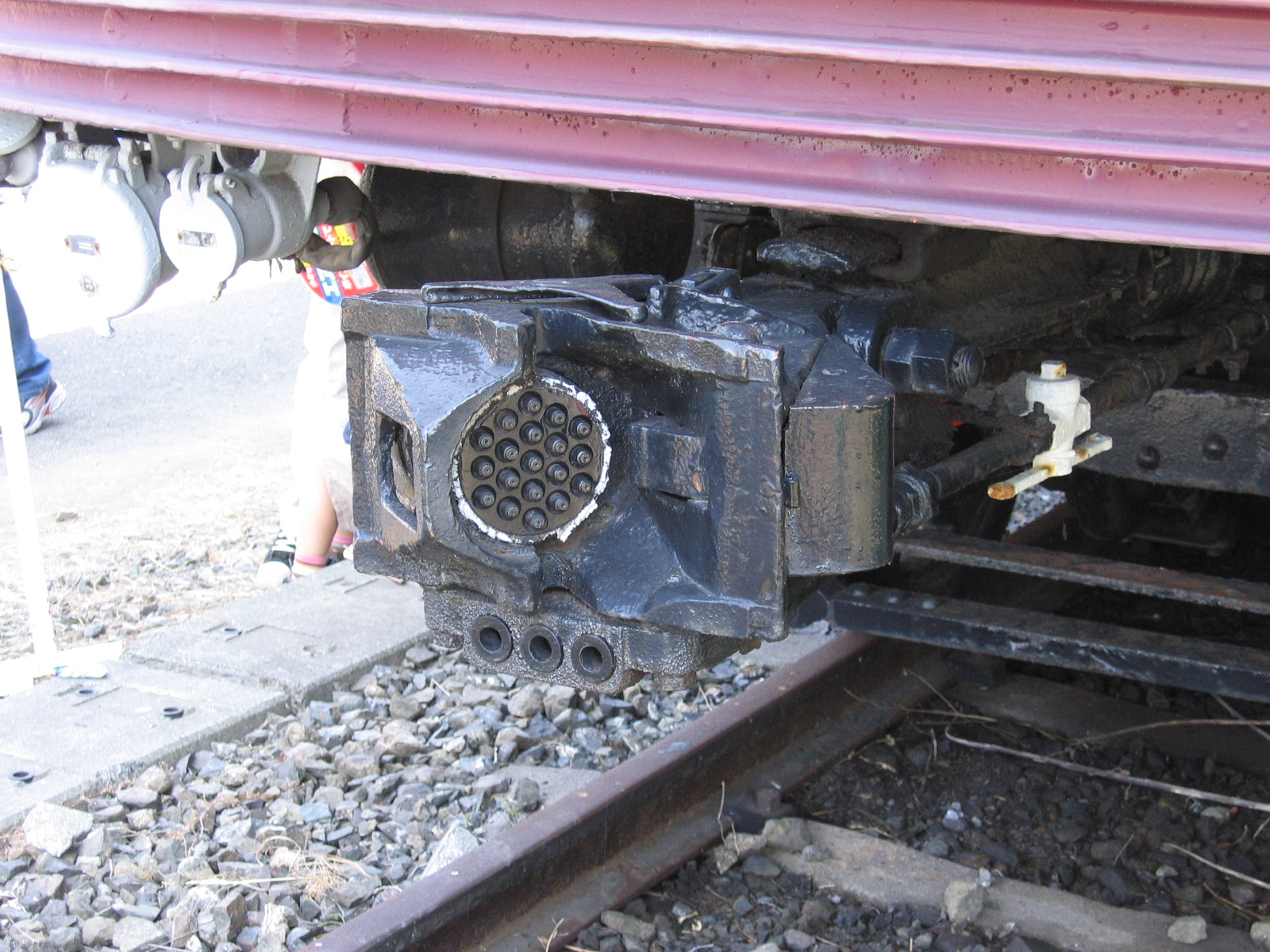
ウェスティングハウス・エレクトリックK-2-A密着連結器
デ1保存車のもの。中央の円形の部分の内側に19接点の電気連結器を内蔵し、下部に3本のブレーキ用空気管を備える

従来より京浜電鉄で使用されてきた、ウェスティングハウス・エレクトリック社の原設計によるK-2-A密着連結器が踏襲採用されている。これは19芯電気連結器とブレーキ管・元空気溜管を内蔵しており、別途ジャンパ連結器やブレーキホースを使用せずとも連結するだけで制御回路などの電気回路やブレーキ系統の空気管も一括して接続される仕組みとなっている。
連結器中心高さはデ1形においてはレール面より690 mm であったが、増備車であるデ71形以降はデ1形認可条件であった台枠の設計変更の結果車体高さが全体に25 mm 持ち上がり、連結器中心も以降は25 mm 増の715 mm となった。当時の湘南電気鉄道・京浜電気鉄道で用いていたK-1-A・K-2-A密着連結器は上下方向に遊びを設けてあるため、連結に際しては必要に応じ係員が体重を掛け連結器を押し下げて調整するだけで連結出来たため、この程度の変動は問題がなかった。

## 運用

### 戦前
新造以来、湘南電鉄と京浜電鉄の主力車として両社線で使用された。
初期には単行で運転されるケースが多く見られたが、軍港横須賀を控える湘南電鉄の沿線事情もあり、1930年代後半以降、徐々に輸送量が増大、やがて2両編成での運転が増加した。
そこで、輸送量の増大に対応するため、1940年のデ101形竣工と前後してデ1形とデ71形のクロスシート部分がロングシートに改造されている。
なお、1936年頃に湘南電鉄デ1形と京浜電鉄デ71形71・72については側面幕板部に通風器を設置する工事が実施されている。

### 戦時体制
1941年に京浜電鉄・湘南電鉄・湘南半島自動車を併合し、新体制の拡大京浜電鉄が誕生し、同年内に子会社の京浜地下鉄道と東京地下鉄道・東京高速鉄道が合併し帝都高速度交通営団（現・東京地下鉄）が誕生。1942年に五島慶太率いる東京横浜電鉄が京浜電鉄・小田急電鉄（旧・帝都電鉄を含む）を併合し東京急行電鉄、いわゆる「大東急」が誕生。京浜電鉄は東急品川営業所所管となる。
合併に伴う形式番号の整理・変更により、形態・性能の近似する湘南デ1形・デ26形・京浜デ71形・デ83形はデハ5230形に統合された。これに対し京浜デ101形は600V区間専用車、3扉であるためデハ5170形デハ5171 - デハ5178とされた。
デハ5230形各車の新造時形式・記号番号との対応は以下の通り。
- 湘南電気鉄道デ1形デ1 - デ25 → デハ5231 - デハ5255
- 京浜電鉄デ71形デ71 - デ82 → デハ5256 - デハ5267
- 京浜電鉄デ83形デ83 - デ94 → デハ5268 - デハ5279
- 湘南電気鉄道デ26形デ26 -デ31 → デハ5280 - デハ5285

なお、1945年4月15日に空襲でデハ5170形8両全車とデハ5230形デハ5265・デハ5279・デハ5282の3両が焼失したが、1947年に）全車とも制御車クハ5350形クハ5351 - クハ5361として復旧した。

### 戦後

デハ230形

デハ290形

1948年に大東急体制の解体により京浜急行電鉄が誕生し、同年内に形式番号が改正されデハ5230形デハ5231 - デハ5264・デハ5266 - デハ5278・デハ5280・デハ5281・デハ5283 - デハ5285はデハ230形デハ231 - デハ264・デハ266 - デハ278・デハ280・デハ281・デハ283 - デハ285に、クハ5350形クハ5351 - クハ5361はクハ350形クハ351 - クハ361となった。このクハ350形は各種整備の上で進駐軍専用車として運行された。
1952年にクハ351 - 354を電動車化してデハ290形デハ291 - デハ294に形式変更し、大師線の輸送力強化に役立てられた。このデハ290形は運用の関係から増備されることになり、1953年に当時休車中であったデワ10形電動貨車2両の改造名義車としてデハ295・デハ296の2両が東急車輛製造で追加新製されている。
なお、戦後デハ230形については営団地下鉄で1000形の台車を交換した際に余剰となった台車が一部について転用され、本来の台車と交換されている。
1963年から1964年にかけて東急車輛製造にてデハ230形に塗装変更、前照灯のシールドビーム1灯化、尾灯の角形化、扉の交換、窓枠のアルミサッシへの交換、片運転台化、連結面側車端部妻面への貫通路の設置、乗務員室の全室化といった大幅な更新修繕が行われ、基本的に2両固定編成で運用されることとなった。また、浦賀寄りの車両はパンタグラフが品川寄りから浦賀寄りに移設された。さらに、この時期に1000形電車による都営地下鉄浅草線との相互乗り入れが開始、規格統一のため全車の連結器が日本製鋼所NCB-6密着自動連結器に交換され、これに合わせて19芯電気連結器栓と栓受、それに元空気溜管とブレーキ管のコックが新設されており、外観は一新された。
なお、1963年10月2日にデハ230形の改番が実施され、戦災で欠番になっていた3両分の番号を詰めて整理し、デハ231 - デハ277・デハ281 - デハ285となった。
また、デハ290形についても1964年にデハ230形と同様のメニューでの車体更新が実施されたが、こちらは電装解除されて制御車となり、更に形状が同一のクハ350形と統合してクハ280形クハ286 - クハ298となった。
その後1969年よりデハ230形のグループに対する1号型ATS対応機器の搭載改造工事が始まったが、この頃にはクハ280形が編成の端に連結されてその運転台を使用する機会は激減しており、1970年にはクハ280形全車の付随車化を実施し、これにデハ230形デハ281 - デハ285の5両に対して電装解除と運転台の機器撤去を行ったものと合わせて、サハ280形サハ281 - サハ298とした。
もっとも、この改造工事では改造対象車の将来的な車両寿命がそれほど長くないことを考慮してか、旧運転台側への貫通路設置も乗務員室の撤去も実施されず、妻面上部の前照灯は撤去されたが尾灯は撤去されず最後までそのまま残されていた。
これらのサハ280形は2扉の旧デハ230形グループ（サハ281 - サハ285）と3扉の旧クハ280形グループ（サハ286 - サハ298）で仕様が異なっていたがそのまま使用され、デハ230形（片側は貫通路を閉鎖）に挟まれてMc-Mc+T-Mcの4両編成で営業運転に充当された。
なお、デハ230形は京浜急行電鉄の運転台付き営業用車両としては最後の列車無線装置非搭載車であり、そのため全車ともパンタグラフが運転台寄りに設置された状態のままで最後まで使用されている。

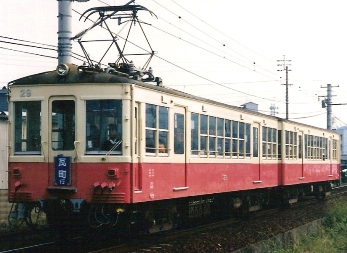
29+30 高松琴平電気鉄道譲渡後の姿。この車両は正面が貫通化されている、琴電屋島駅付近 （1998年11月）

1970年5月10日のダンプカーの衝突踏切事故によりデハ261が廃車となった後、1972年からは廃車が本格的に始まり、1978年の3月大師線での定期運用終了の後、4月9日にさよなら運転を行ったが、定員200名の募集があっという間に満杯となったので、急遽4月16日にもさよなら運転を行った後に廃車された。廃車後、デハ230形14両が香川県の高松琴平電気鉄道に譲渡され、30形として使用されたが、2007年7月に志度線用の2両を最後に全車廃車となった。
高松琴平電気鉄道へ譲渡されたデハ230形と譲渡先での番号は以下の通り。
- デハ235 → 37
- デハ245 → 31
- デハ256 → 38
- デハ257 → 27
- デハ258 → 32
- デハ264 → 28
- デハ265 → 33
- デハ266 → 30
- デハ270 → 34
- デハ271 → 25
- デハ272 → 36
- デハ275 → 29
- デハ276 → 26
- デハ277 → 35

## 保存車
- デハ248（湘南電鉄デ18） - 元の湘南電鉄デ1形に復元され、久里浜工場で静態保存されている。ただし、車番はデ18ではなくデ1になっている。
- デハ268 - 東京都新宿区西落合のホビーセンターカトー東京敷地内に静態保存されている。
- デハ236（湘南電鉄デ6） - 以前は埼玉県川口市西青木の青木町公園敷地内に静態保存されていたが、現在は修繕のうえ、横浜みなとみらい地区の京急グループ本社1階に開設された京急ミュージアムにて展示公開されている。
  - もともとは同地内にあった同市の市立児童文化センターが管理していたが、同市の業務効率化の名目で、2003年（平成15年）の川口市立科学館への再編によって同センターが廃止された結果、まったく管理が行われない状態になってしまい、荒廃が急速に進行、解体に向けた予算が計上（その後諸事情により凍結）されるなど、先行きが危ぶまれる状況となっていた。
  - 2016年（平成28年）7月、川口市は同車を無償譲渡することを決め、譲渡先団体の公募を開始し[10]、9月29日、川口市は譲渡先を京急に決定[11]。2017年（平成29年）の4月 - 5月に撤去すると発表され[12]、5月23日に搬出された。同月開催された「京急ファミリー鉄道フェスタ2017」にて、川口市と京急による引き継ぎ式が行われ、引退時の状態のまま約2年かけて修復のうえ、2019年（令和元年）9月に開業する横浜みなとみらい地区の京急グループ本社（同月より京急電鉄などグループ11社が移転）に移設、本社1階にて2020年1月21日に開設された京急ミュージアムにて展示公開されている[13][14][15][16]。
- この他、京急油壺マリンパークにもデハ249とデハ250が編成を組んだ状態で静態保存されていたが、1988年（昭和63年）に撤去・解体されたため現存しない。

## 逸話
- 戦時下の大東急時代、車両新製・修繕に手が回らず併合された各線間で車両の転配・入が頻繁に行われた。1945年 - 1947年の間東急に運営が委託されていた相模鉄道（本線・厚木線）は横浜 - 二俣川間が600V電化をしていたが、二俣川 - 厚木間が小田原線と同じ1,500V電化線であったため、電動車不足を補うため複電圧設備を持つデハ5230形2両が台車を1,067mmのものに換装の上使用された。
- 1977年1月4日、横浜市のノザワ松坂屋の初売りで230型1両が売り出された。前年8月まで使用された後に廃車になった車体で、スクラップで二束三文で売るよりは鉄道マニアに買ってもらった方が良いと判断されたもの[17]。